# Jeppe Søe
Jeppe Søe, né le 19 février 1971 à Humlebæk (Danemark), est un homme politique danois, membre du Folketing depuis 2022.

## Biographie
Jeppe Søe commence une carrière dans le journalisme après ses études secondaires, et est présentateur pour plusieurs chaînes de télévision dans les années 1990. Dans les années 2000, il entame une carrière dans la communication. Dans les années 2010, il travaille principalement dans la presse écrite, en fondant un magazine et en étant également chroniqueur pour plusieurs titres nationaux. 
Il entre en politique en 2021, quand il devient chef de la communication de l'organisation de l'ancien Premier ministre Lars Løkke Rasmussen après son départ du parti Venstre. En juin 2022, il fait partie des cofondateurs des Modérés, le nouveau parti de Lars Løkke Rasmussen, et en est le chef de la communication.
Il est élu député au Folketing sous l'étiquette du parti lors des élections législatives anticipées du 1er novembre 2022. Après le scrutin, il devient vice-président du Folketing, ainsi que porte-parole de son groupe parlementaire pour les valeurs, les affaires ecclésiastiques, la numérisation et l'emploi. En août 2023, il devient également le porte-parole des Modérés sur la politique étrangère et le développement international, reprenant le rôle du député Jon Stephensen après son départ du parti.
Le 5 septembre 2024, il annonce son départ des Modérés pour siéger en tant qu'indépendant au Folketing, dont il perd la vice-présidence. En mars 2025, il annonce avoir l'intention d'être candidat à sa réélection aux prochaines élections législatives, et donc d'être à la recherche d'un parti à rejoindre en vue du scrutin.